# Большое Мазъярви
Большое Мазъярви (Большое Маз-ярви, Мазъярви, Мазо-ярви) — озеро на территории Ребольского сельского поселения Муезерского района Республики Карелия.

## Общие сведения
Площадь озера — 3,6 км², площадь водосборного бассейна — 10 км². Располагается на высоте 205,4 метров над уровнем моря.
Форма озера подковообразная, лопастная, продолговатая: вытянуто с северо-запада на юго-восток. Берега каменисто-песчаные, местами заболоченные.
С северной стороны озера вытекает река Маздеги, которая втекает с левого берега в реку Ожму, которая, протекая озеро Ожма, впадает в озеро Колвас, из которого вытекает река Колвас, впадающая в Лексозеро, откуда через реки Сулу и Лендерку воды в итоге попадают в Балтийское море.
По центру озера расположен один относительно крупный (по масштабам водоёма) остров без названия.
Код объекта в государственном водном реестре — 01050000111102000010342.